# Markt (Vlaardingen)

De Markt is een straat in het centrum van Vlaardingen.

## Geschiedenis
De Markt is ontstaan als een verbreding van de Maasdijk, die naar het westen als Maassluissedijk en naar het noorden als Hoogstraat loopt. Tegenwoordig is het een rondgaande straat met in het midden de Grote Kerk. De verhoging was waarschijnlijk van nature reeds aanwezig als deel van een oeverwal van een oude kreek, maar is naderhand verder verhoogd en uitgebouwd.
Reeds in 726 is er sprake van een houten kerkje op deze plek, dat door de geestelijke Heribald aan Willibrord werd geschonken. De markt is een plaats voor samenkomsten van de kerk, het stadsbestuur en in het algemeen voor handel en festiviteiten. Andere historische benamingen zijn marktveld, kerkhof en omring. Tot 1829 werden overleden Vlaardingers in en rond de kerk begraven. Een muur rond de kerk scheidde de begraafplaats van de openbare weg. Ten tijde van de stadsbrand van 1574 stond er een twaalfde-eeuwse stenen kerk die bij de brand zo zwaar werd beschadigd dat deze moest worden herbouwd. De stadswaag die tegen de noordmuur van de huidige kerk is gebouwd is deels met stenen van deze kerk opgebouwd. Ernaast, eveneens tegen de kerk gebouwd is een oude vleeshal. Aan de zuidkant van de kerk bevond zich ooit een verblijf voor galeislaven.

## Bebouwing
Rondom de Markt, waar in vroeger tijden handel werd gedreven, bevinden zich historische gebouwen, waaronder het zeventiende-eeuwse stadhuis. Tussen het stadhuis en de kerk staat het door Leen Droppert vervaardigde Geuzenmonument.  Het stadhuis is in het midden van de twintigste eeuw uitgebreid en op de hoek van de nieuwe vleugel staat een standbeeld van graaf Dirk III die tijdens de slag bij Vlaardingen in 1018 het leger van de Duitse koning versloeg. Onder de andere panden bevindt zich het smalste huis van Vlaardingen, waarin de schrijver Lévi Weemoedt enige tijd heeft gewoond.

## Afbeeldingen

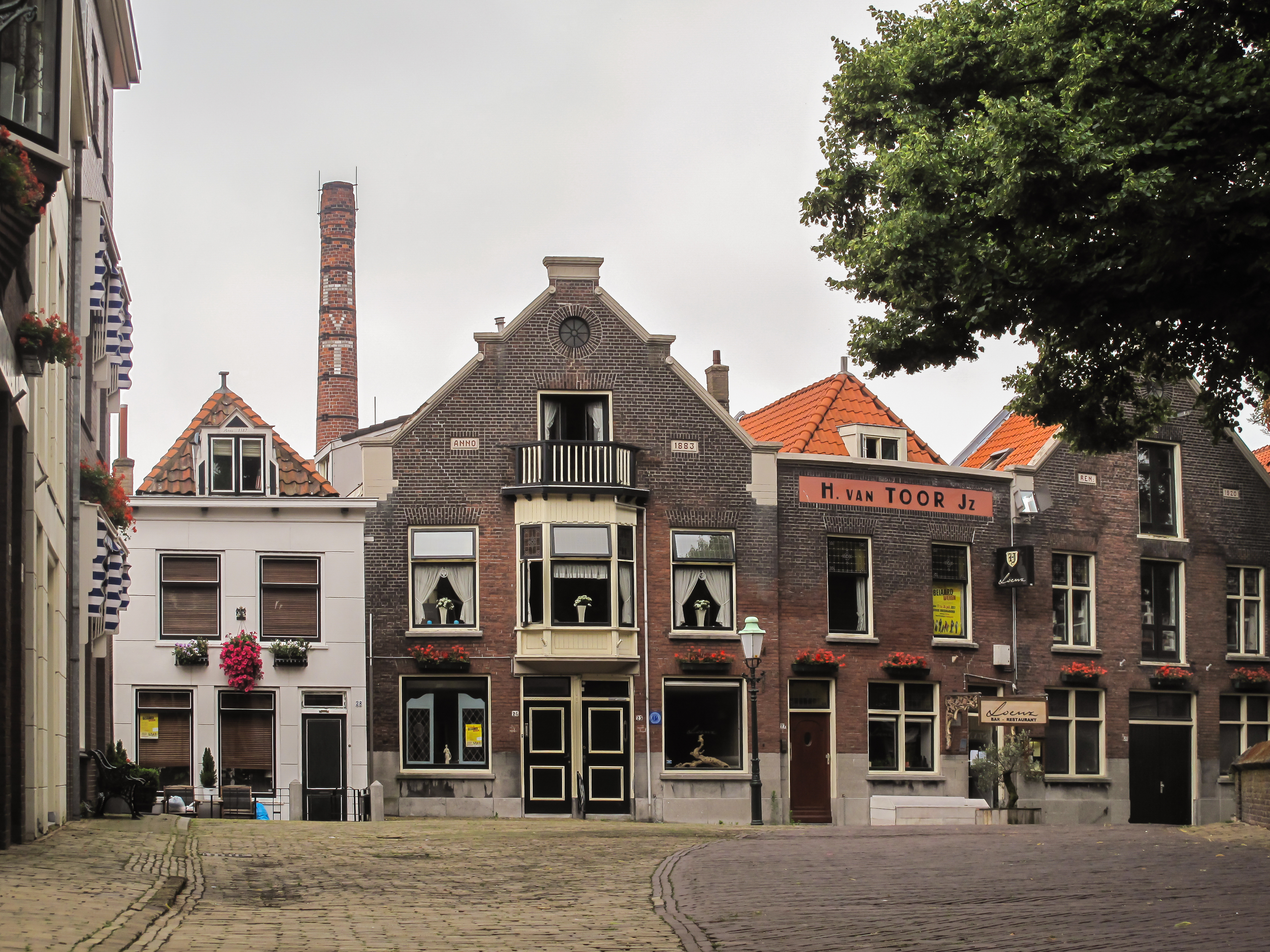
Distilleerderij van Toor
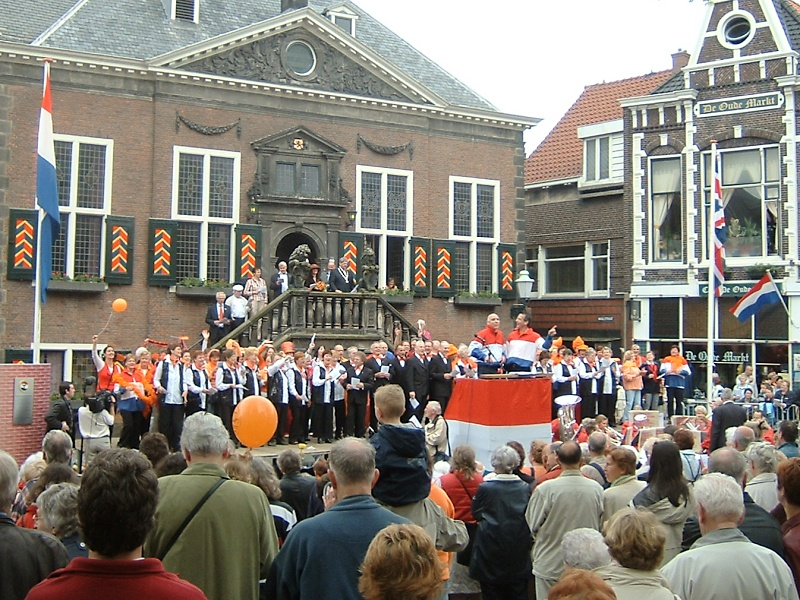
Stadhuis tijdens aubade
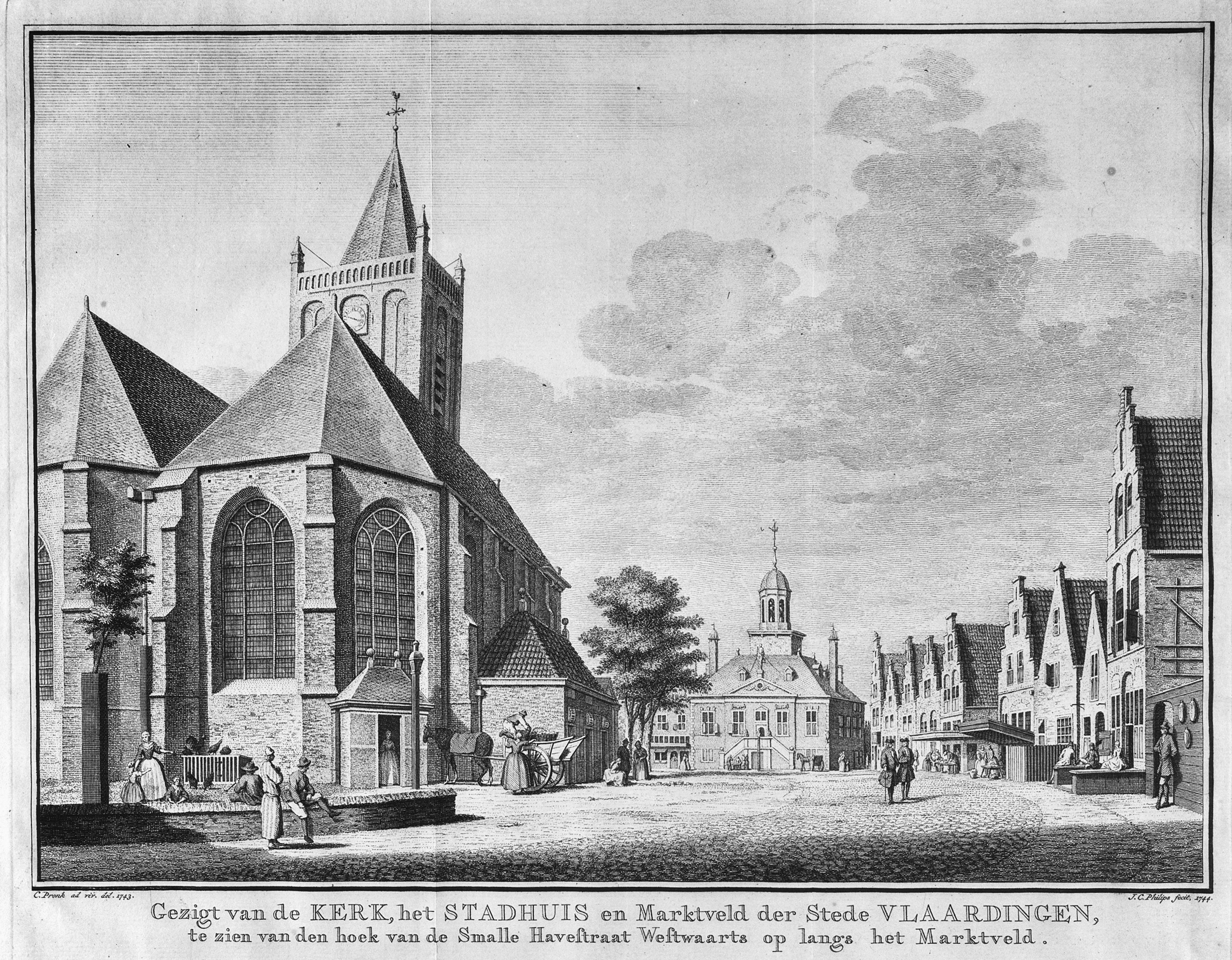
Prent van het stadhuis en de Grote Kerk
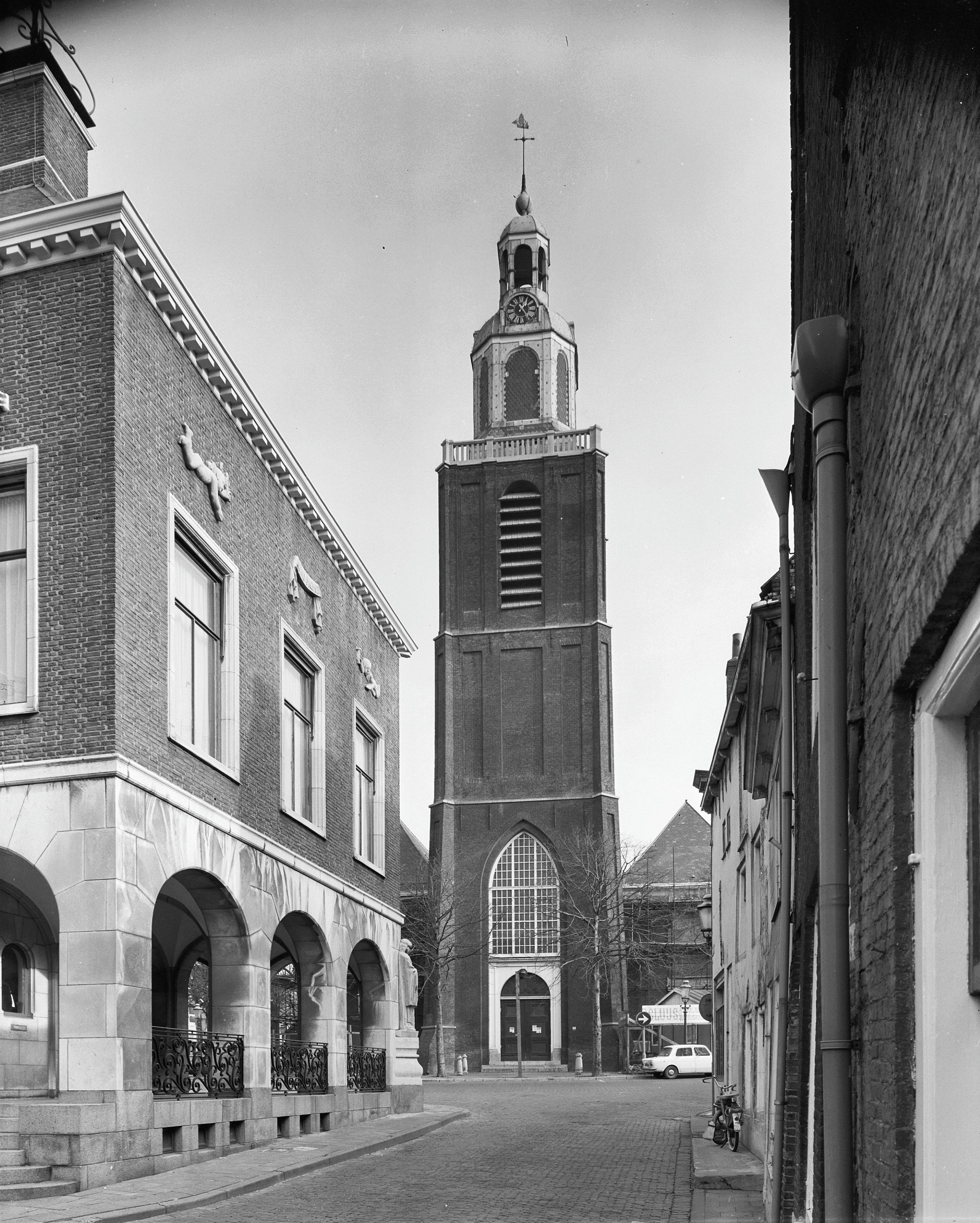
Kerktoren vanuit het westen
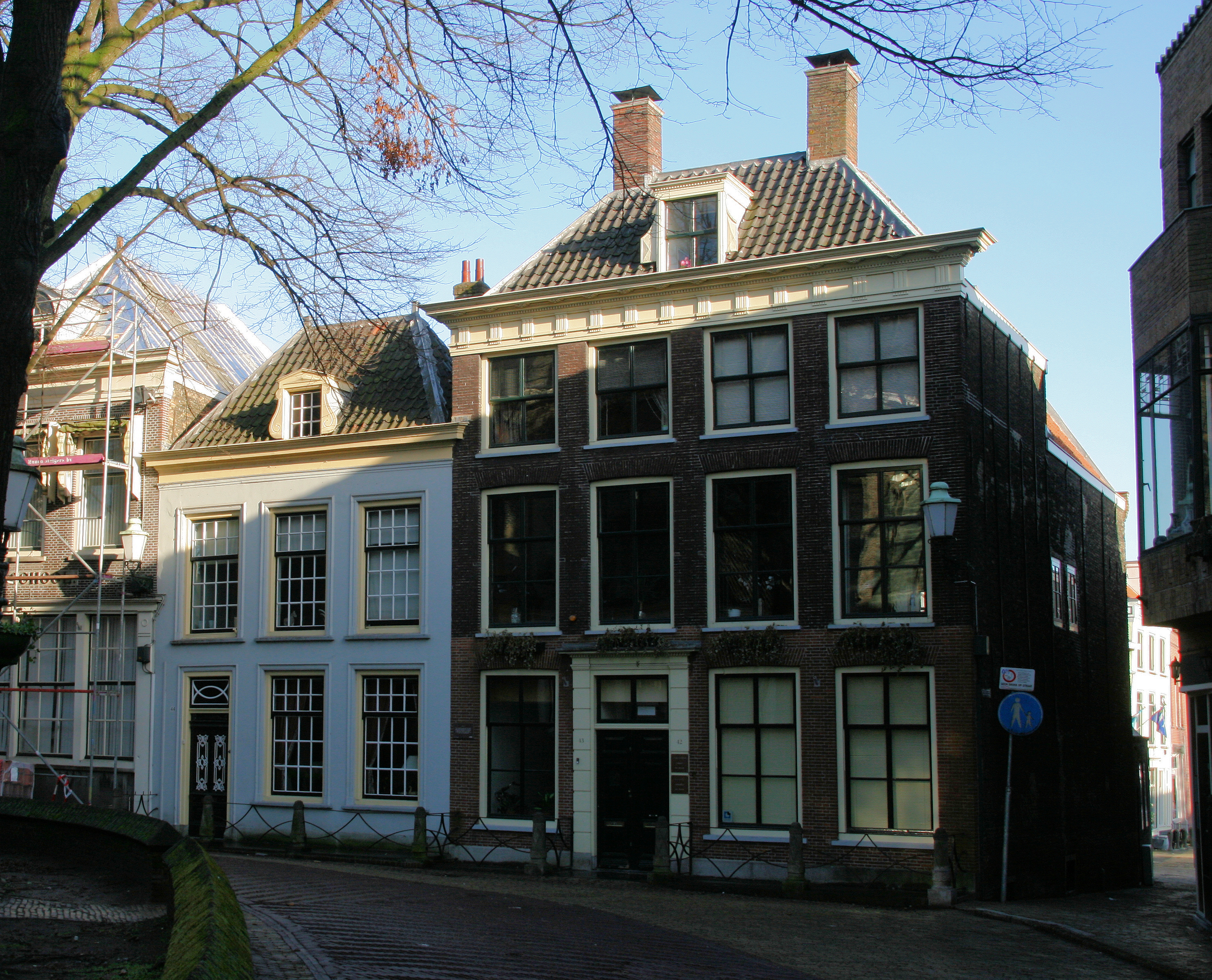
Markt 42
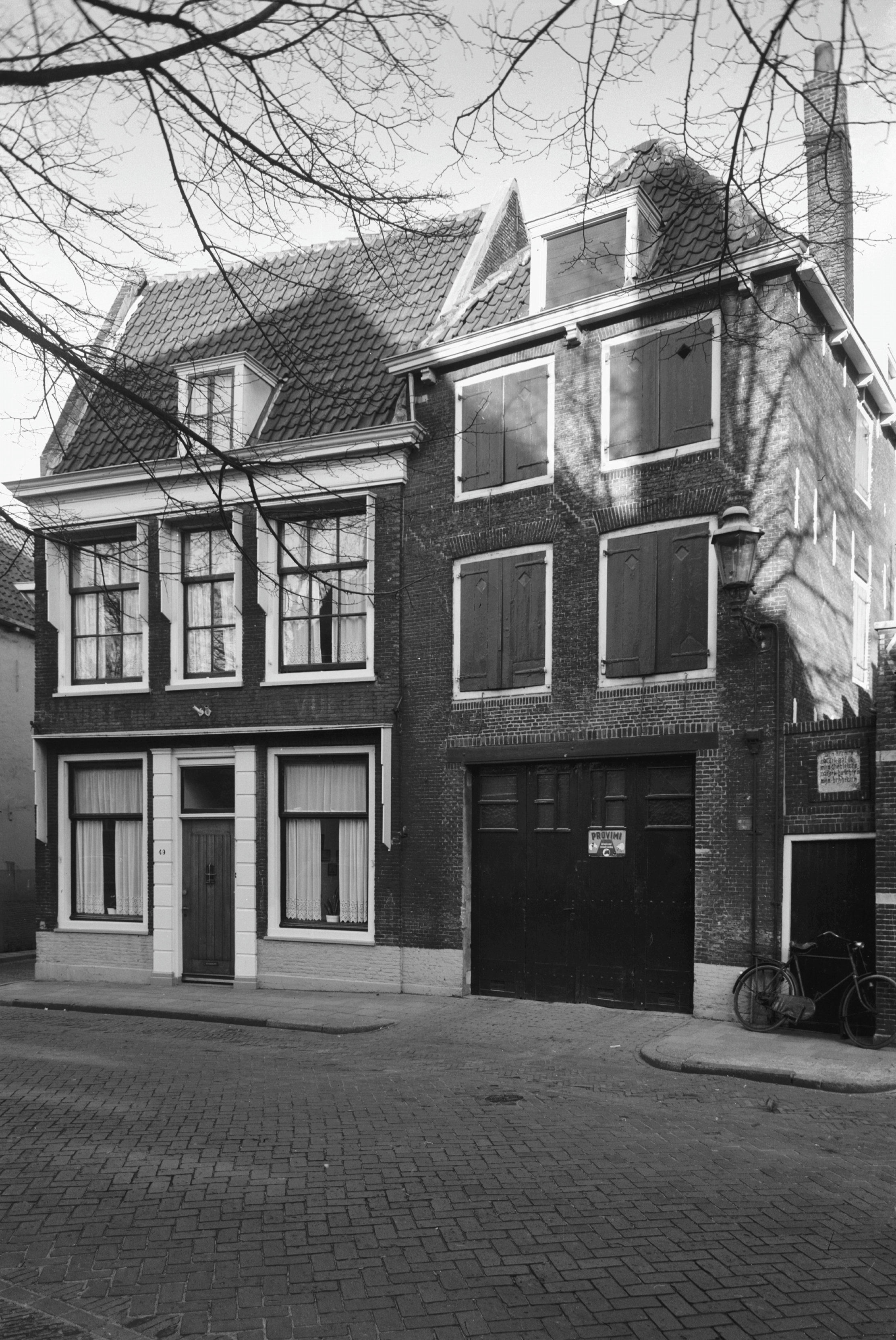
Markt 49